# Mouriès
Mouriès település Franciaországban, Bouches-du-Rhône megyében. Lakosainak száma 3471 fő (2022. január 1.). Mouriès Aureille, Maussane-les-Alpilles, Saint-Martin-de-Crau, Saint-Rémy-de-Provence és Eygalières községekkel határos.

## Népesség
A település népességének változása:
| Lakosok száma | 1631 | 2283 | 2505 | 3012 | 3448 | 3450 | 3409 | 3410 | 3400 | 3471 |
|               | 1968 | 1982 | 1990 | 2006 | 2013 | 2015 | 2017 | 2019 | 2020 | 2022 |